# Домингес, Марио
Ма́рио Доми́нгес Фра́нко (исп. Mario Domínguez Franco; 10 февраля 2004, Гранада, Испания) — испанский футболист, нападающий клуба «Валенсия Месталья».

## Клубная карьера
14 мая 2022 года Домингес дебютировал за основную команду «Валенсии» в матче чемпионата Испании против «Эспаньола».